# Ansfelden
Ansfelden er en by i det nordlige Østrig, med et indbyggertal (pr. 2007) på cirka 15.700. Byen ligger i delstaten Oberösterreich, ved bredden af floden Traun.
Ansfelden er fødeby for den kendte østrigske komponist Anton Bruckner.